# Мэрэб
Мэ́рэб (Гаш, англ. Mereb, Mareb, Gash, Mereb-Gash) — сезонная пересыхающая река, берущая начало в центральной Эритрее.
Длина реки Мэрэб оценивается от 440 км до 480 км. Река относится к судано-эритрейскому внутреннему стоку, однако другие авторы причисляют Мэрэб к бассейну Нила. Водосборный бассейн реки составляет 15 000 км², с годовым стоком 0,26 млрд м³.
По ней проходит часть границы между Эритреей и Эфиопией от места слияния Белесы (Balasa) с Мэрэбом в 14°38′ с. ш. 39°1,30′ в. д. до точки, где Босква (Mai Ambassa, Boskva) впадает в неё (14°53,60′ с. ш. 37°54,80′ в. д.).

## Течение
Река берёт начало севернее Амба-Такара в центральной Эритрее, на материковой стороне склона восточного эскарпмента в 80 километрах от залива Аннесли в Красном море. Мэрэб течёт на юг, по границе с Эфиопией, затем — на запад через западную Эритрею и достигает суданских равнин у города Кассалы. В отличие от реки Тэкэзе, истоки которой находятся на территории Эфиопии и которая также служит естественной границей с Эритреей, воды Мэрэба обычно не достигают Атбары, теряясь в песках восточно-суданских равнин. Во время наводнений может впадать в Атбару, при этом не оказывая существенного влияния на гидрологический режим Нила.
Русло Мэрэба бо́льшую часть года — сухое, подвержено внезапным паводкам в сезон дождей. В паводок река несёт большую массу ила. Только левый берег верховий Мэрэба находится на территории Эфиопии. Притоками Мэрэб являются реки Белеса, Айни, Талабия, Ингуйя-Шет, Джамаль, Анкалейт (левые), Босква, Хор-Шеллалоб, Обель, Энфара (правые). Средний расход воды — 21,6 м³/с.

## История
Исторически Мэрэб играл важную роль как граница между двумя самостоятельно управляемыми областями этого региона: земли Бахр-Негаш (на языке тигринья означает «морское царство», также известное как Медри-Бахри или «земля у моря») к северу от реки, и Тигрэ — к югу от неё. Территории, контролируемые Бахр-Негаш, на севере простирались до красноморского побережья, а на юге (и западе) — до Ширэ. Его столица находилась на месте нынешнего эритрейского города Дебарва, примерно в 30 км к югу от Асмэры.
В пойме реки в 2001 году было замечено крупное стадо слонов, впервые в Эритрее после 1955 года.